# 알에프세미
알에프세미(RFsemi Technologies Inc.)는 대한민국의 기업이다. 본사는 대전광역시 유성구 문지로 272-37에 위치해 있으며 대표이사는 구본진이다.

## 상장
2007년 11월 20일에 공모가 4,800원에 상장하였다.

## 참고문헌
1. ↑  알에프세미, LFP 배터리 본격 생산 "연 최대 1억셀 공급 및 국내 공장 신설", 머니투데이, 2023-07-13
2. ↑  ‘상반기 주가 상승률 732%로 1위’ 알에프세미 어떤 회사?, 더리포트, 2023.07.03
3. ↑  알에프세미, 2차전지 사업 내년 미뤄···불성실공시법인 가능성, 뉴스핌, 2023-11-30